# 國進民退
国进民退是中华人民共和国经济自2000年代以来出現的一種现象，意思是「国企进，民企退」。
雖然国有企业盈利能力較差，平均股本回报率为4%，但国有企业比私营企业更容易获得貸款和資金。政府鼓励国有企业进行整合，並且在监管方面给予它们优惠待遇以及给予它们补贴，这一系列措施使得國有企業可以輕鬆挤掉国内外其他竞争对手。
这与中国经济自由化的早期阶段的1990年代形成鲜明对比，当时私营企业被视为蓬勃发展并給國家帶來增长；在20世纪90年代末，时任国务院总理朱镕基淘汰了一些实力较弱的国有企业。

## 改革
2008至2012年，时任国务院总理温家宝为应对全球金融危机而出台的一揽子經濟刺激计划推高了通胀率，增加了流动性，这加剧了国进民退的问题。作为经济刺激计划的一部分，政府继续扶持个别国有企业，而让私营企业半途而废。有人呼吁改革这一制度，增加市場竞争，从而提高生产率。

## 重提
2020年以來，以習近平同志為核心的黨中央加強對民營企業的管控，部份公司面臨巨大營運困難，這些監管政策再次引發了外界對於國進民退發展趨勢的討論。